# Allocyclopina ambigua
Allocyclopina ambigua – gatunek widłonoga z rodziny Cyclopinidae. Nazwa naukowa tego gatunku skorupiaków została opublikowana w 1960 roku przez niemieckiego zoologa Friedricha Kiefera.